# Astrodendrum laevigatum
Astrodendrum laevigatum är en ormstjärneart som först beskrevs av Jean Baptiste François René Koehler 1897.  Astrodendrum laevigatum ingår i släktet Astrodendrum och familjen medusahuvuden. Inga underarter finns listade i Catalogue of Life.